# نيكولاي سورينسن
نيكولاي سورينسن (بالدنماركية: Nikolaj Sørensen)‏ هو متزلج فني دنماركي، ولد في 18 فبراير 1989 في كوبنهاغن في الدنمارك.

## وصلات خارجية
- نيكولاي سورينسن على موقع الاتحاد الدولي للتزلج (الإنجليزية)
- نيكولاي سورينسن على موقع الاتحاد الدولي للتزلج (الإنجليزية)
- نيكولاي سورينسن على موقع الاتحاد الدولي للتزلج (الإنجليزية)
- نيكولاي سورينسن على موقع الاتحاد الدولي للتزلج (الإنجليزية)
- نيكولاي سورينسن على موقع الاتحاد الدولي للتزلج (الإنجليزية)
- نيكولاي سورينسن على موقع اللجنة الأولمبية الدولية (الإنجليزية)
- نيكولاي سورينسن على موقع أوليمبيديا (الإنجليزية)
- نيكولاي سورينسن على موقع اللجنة الأولمبية الكندية (الإنجليزية)